# Murray Harbour
Pour les articles homonymes, voir Murray.
  Murray Harbour  '(pop. 2016: 320) est une municipalité qui détient  statut de municipalité rurale à Île-du-Prince-Édouard, Canada. Il est situé dans le sud-est du  comté de Kings.
Située dans le canton de  Lot 64, la communauté porte le nom de  l'honorable James Murray, (1721-1794), gouverneur du Québec (1764-1766).
Avec une superfécie de 4.1 km2
et un vaste secteur riverain faisant face à un grand port naturel (également appelé Murray Harbour), l'industrie primaire de la communauté est la pêche, notamment homard et pétoncle. Il abrite également une industrie secondaire sous la forme de transformation du poisson et une économie de services tertiaires en croissance centrée sur le tourisme.
La communauté possède une station de réparation automobile, une caserne de pompiers, une épicerie, deux restaurants, un certain nombre d'églises, une marina et un certain nombre de quais. Le Centre communautaire accueille de nombreux événements tout au long de l'année, notamment des pièces de théâtre, des spectacles de musique et de comédie - y compris le Small Halls Festival - des ceilidhs, des soupers, des cours de peinture, des événements pour les aînés et plus encore. Derrière le centre communautaire se trouve un grand parc à chiens double et une patinoire extérieure / une patinoire de hockey-balle. À l'été 2017, un immense terrain de jeux (pour les 5 à 13 ans) et un skate park seront ajoutés.
La majorité de la flotte de pêche de la communauté est amarrée à l'installation du port de South River, qui est exploitée par Pêches et Océans Canada. Les autres quais comprennent le quai de Murray Harbour, le quai de Machon Point et le quai de Beach Point, ainsi que la marina de Bowridge Landing.
Ces dernières années, Murray Harbour a attiré de nombreux retraités. Le climat est maritime avec seulement deux ou trois mois de temps frais / froid. Les étés sont agréables et il y a une communauté active des arts et des événements sociaux.

## Démographie
| 2001 | 2006 | 2011 | 2016 |
| ---- | ---- | ---- | ---- |
| 357  | 358  | 320  | 258  |

## Personnes notables
Murray Harbour est la ville natale de l'ancien joueur de hockey sur glace Brad Richards. Il a reçu le trophée Lady Byng et le trophée Conn-Smythe en tant que membre du Tampa Bay Lightning lorsque le Lightning a remporté la Coupe Stanley en 2004 et il était également le capitaine suppléant des Rangers de New York. Il a également remporté la Coupe Stanley en 2015 avec les Blackhawks de Chicago.
Murray Harbour est la résidence actuelle de Nathan Rolston, l'expert renommé des systèmes de purification d'eau.

## Les premiers colons
Samuel Holland a nommé Murray Harbour d'après l'honorable James Murray, (1721–94). Selon le premier recensement de Prince L'Île-du-Prince-Édouard en 1798, ordonné par le gouverneur Fanning, il n'y avait que trois familles résidant sur  Lot 64, Nicolas Hugh, une famille de trois, William Sencabaugh, une famille de cinq et une veuve , Mme Foster avec une famille de cinq personnes, loyalistes de l'Empire-Uni. Au début du XVIIIe siècle, les habitants de Guernesey commençaient à s'installer en Amérique du Nord. Benjamin Chappell (1740 - 1825) a décrit trois remarquables migrations vers l'Île-du-Prince-Édouard - les Loyalistes de l'Empire-Uni, les colons de Selkirk et les Guernesey colons. Il écrivit le 3 juin 1806 que huit familles (les Brehauts, Robertsons, Taudvins, Machons, Marquands, DeJerseys et Sullivans) arrivées sur un navire de Guernesey le 16 mai 1806 s'étaient rendues à Murray Harbour.